# Trenitalia
Trenitalia est une entreprise ferroviaire italienne, filiale à 100 % du groupe ferroviaire d'État Ferrovie dello Stato Italiane (FS).

## Historique
Trenitalia est née le 1er juin 2000 pour respecter l'obligation de séparation juridique et organique des activités de service de transport (voyageurs et marchandises) de celle de gestion du réseau, imposée par la législation européenne.
La société a rétabli ses comptes dès l'année 2002, terminant le premier exercice de la nouvelle société avec un bénéfice de 30 millions d'euros pour un chiffre d'affaires global de 5,114 milliards d'euros, dont 2,842 milliards de recettes commerciales et 1,746 milliard de contributions de l'État et des régions dans le cadre des « contrats de service » (missions de service public).

### Arrivée en France

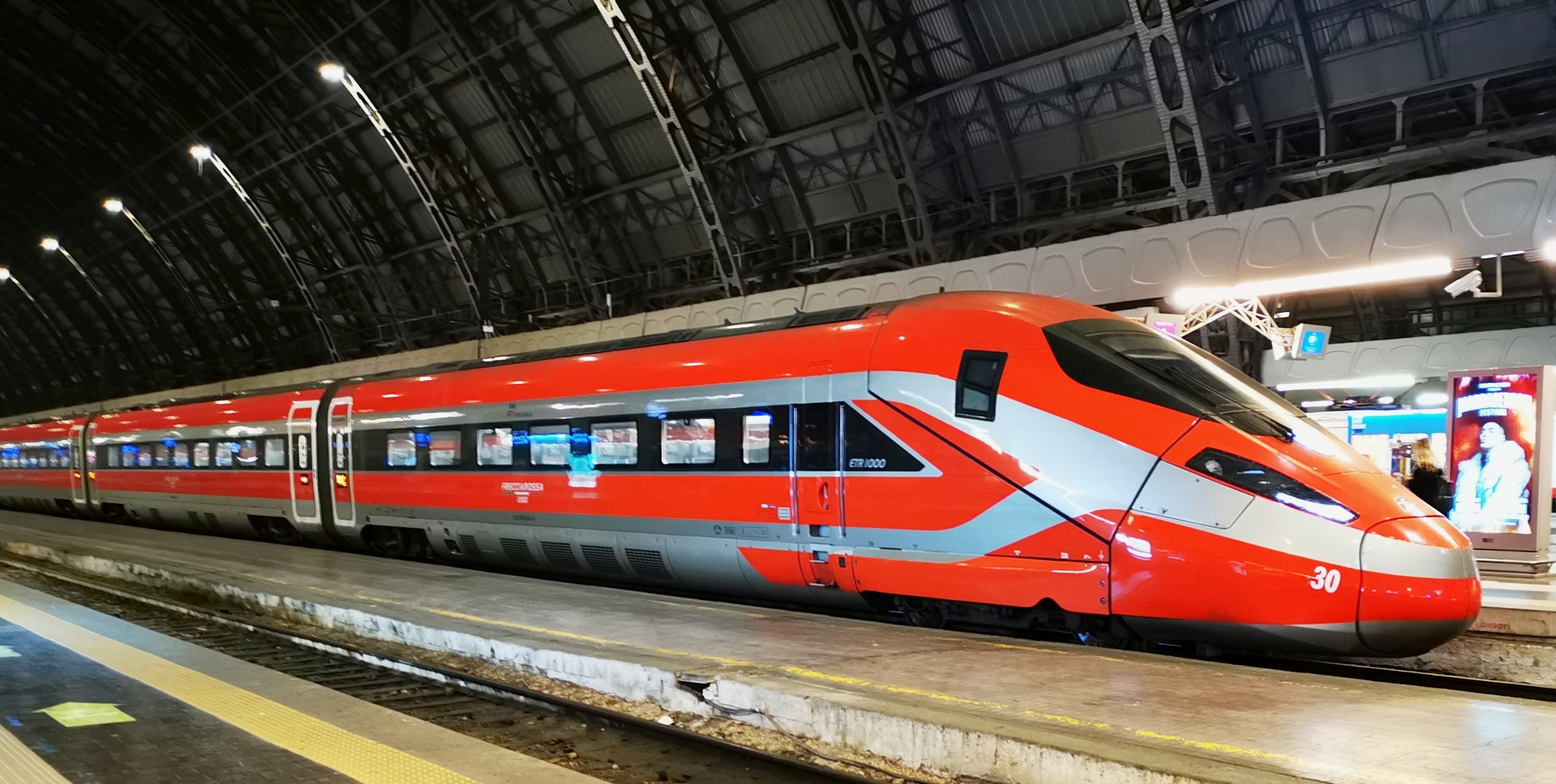
Le Frecciarossa 1000, le train à grande vitesse dédié aux lignes de Trenitalia France.

À la fin de l'année 2019, Trenitalia annonce son arrivée sur le marché français, dans un but de concurrencer la SNCF sur l'axe Paris-Lyon. L'idée de Trenitalia est de commercialiser deux allers-retours quotidiens entre Paris-Gare-de-Lyon et Milan à partir de juin 2020. En raison de la crise sanitaire du virus Covid-19, l'implantation de la compagnie italienne en France a été reportée à la fin de l'année 2021.
L'opérateur ferroviaire italien a décidé de lancer une marque commerciale spécifique pour son implantation en France, appelée « Trenitalia France ». Le 18 décembre 2021, Trenitalia France démarre « deux allers-retours quotidiens entre Paris et Milan via Lyon, Chambéry, Modane et Turin », puis ajoute trois allers-retours quotidiens entre Paris et Lyon, portant le nombre de trajets total à cinq par jour entre les deux villes. Son ambition est freinée un temps en raison d'un éboulement sur le réseau de SNCF Réseau, en 2023, à proximité de Modane,.
Le 11 mars 2025, Trenitalia France annonce le lancement d'une liaison à grande vitesse entre Paris-Lyon et Marseille-Saint-Charles via Lyon-Saint-Exupéry TGV, à raison de 4 allers-retours par jour, ainsi que l'ajout d'un quatrième aller-retour entre Paris-Lyon et Lyon-Part-Dieu, deux évolutions qui débutent le 15 juin 2025,.
Les billets de Trenitalia sont vendus notamment sur le site Internet de Trenitalia et sur les agences de voyage en ligne Kombo et Trainline. La SNCF a annoncé qu'elle ne distribuerait pas les billets de sa concurrente italienne.

## Organisation de la société
Trenitalia est organisée en quatre grandes divisions :
- la division « Passagers » : transport de voyageurs à moyenne et longue distances (services Intercity, Express) ;
- la division « Transport régional » ;
- la division « Matériel roulant » (UTMR, Unità Tecnologie Materiale Rotabile) : maintenance et gestion du parc de matériel.

En outre, Trenitalia détient une participation de 51 % dans TX Logistik AG, la plus grande compagnie de transport privée allemande qui opère également en Autriche, en Suisse et en Suède.
En 2004, Trenitalia S.p.A. disposait d'un effectif de 56 000 salariés (le Groupe Ferrovie dello Stato S.p.A. a compté au maximum de 235 000 salariés en 1980) et d'une flotte de 63 000 engins roulants. La moyenne journalière des personnes transportées est de 1,5 million de passagers et 250 000 tonnes de marchandises. Le chiffre d'affaires correspondant a été de plus de 4 milliards d'euros.

### Transport de voyageurs à longue distance
Les trajets de longues distances sont assurés par des rames à grande vitesse ETR 1000, ETR 600, ETR 500, ETR 480 et 460, mais également par des trains rapides traditionnels.

### Transport régional
Au cours des années 1990, Trenitalia a lancé une campagne d'investissements importante pour l'acquisition de matériels roulants de nouvelle génération comme de nouveaux modèles de voitures et des rames complètes - Minuetto, Vivalto, TAF ecc. - qui s'est achevée en 2008.

### Transport de marchandises
En 2003, La division cargo a transporté 82,5 millions de tonnes et 22,6 milliards de tonnes-kilomètres (tk). Elle est organisée en six secteurs d'activités :
- transport combiné (conteneurs, caisses mobiles et semi-remorques ; 45 % du trafic en tk) ;
- produits sidérurgiques ;
- produits chimiques ;
- administrations publiques, automobiles et pièces détachées ;
- marchandises autres (bois, papier, agro-alimentaire, grande distribution) ;
- trafic international.

Des partenariats sont mis en place avec des filiales du groupe ainsi qu'avec des entreprises ferroviaires étrangères. On peut citer notamment :
- BRC (Brenner Rail Cargo), société commune avec la Deutsche Bahn et les ÖBB autrichiens pour développer le trafic sur l'axe du col du Brenner entre Vérone et Munich ;
- Sideuropa, avec la SNCF pour le transport de produits sidérurgiques ;
- LMC (Logistica Mediterranea Cargo), avec la Renfe espagnole.

## Le parc de matériel roulant
- Elle n'est pas vérifiable et peut contenir des informations totalement erronées. Il est fortement conseillé aux contributeurs d'étayer son contenu par des sources fiables. Sans cela, sa suppression pourrait être envisagée. (si vous venez d'apposer le bandeau, veuillez cliquer sur ce lien pour créer la discussion et en afficher les indications). (Marqué depuis avril 2022)

- Elle contient une ou plusieurs listes. Le texte gagnerait à être rédigé sous la forme d’un ou plusieurs paragraphes synthétiques, afin d’être plus agréable à lire. (Marqué depuis avril 2022)
- Elle n’est pas rédigée dans un style encyclopédique. (Marqué depuis avril 2022)

À la fin des années 1990, Trenitalia a lancé une importante campagne d'investissements pour l'acquisition de matériels roulants de nouvelle génération comme les rames ETR 500. En même temps, les nouvelles locomotives FS E.464 ont fait leur apparition sur les trains de courte et moyenne distance avant d'être également engagées sur les services appelés Intercity.
Au 31 décembre 2021, la flotte à disposition de Trenitalia se décomposait ainsi :

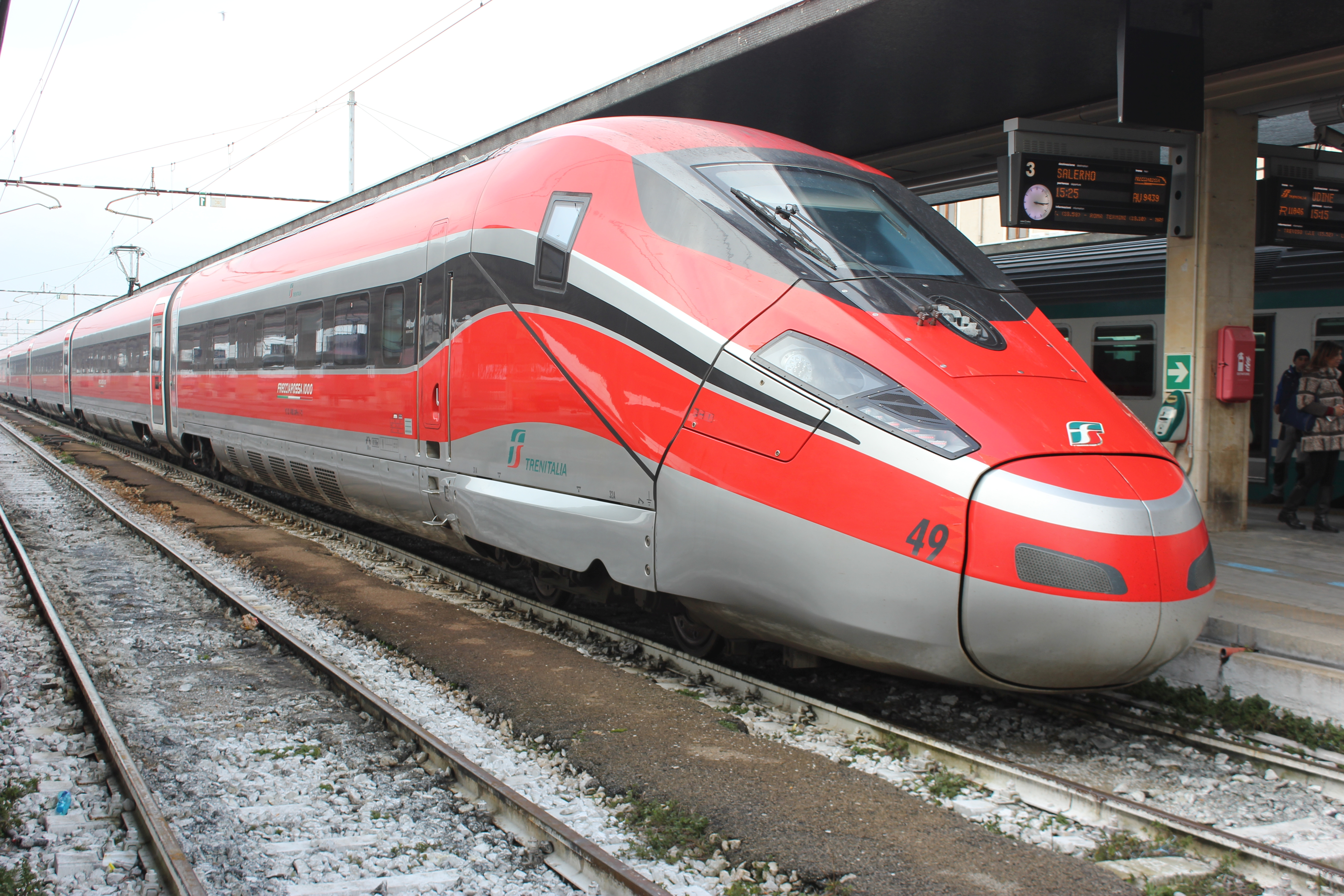
Frecciarossa 1000.

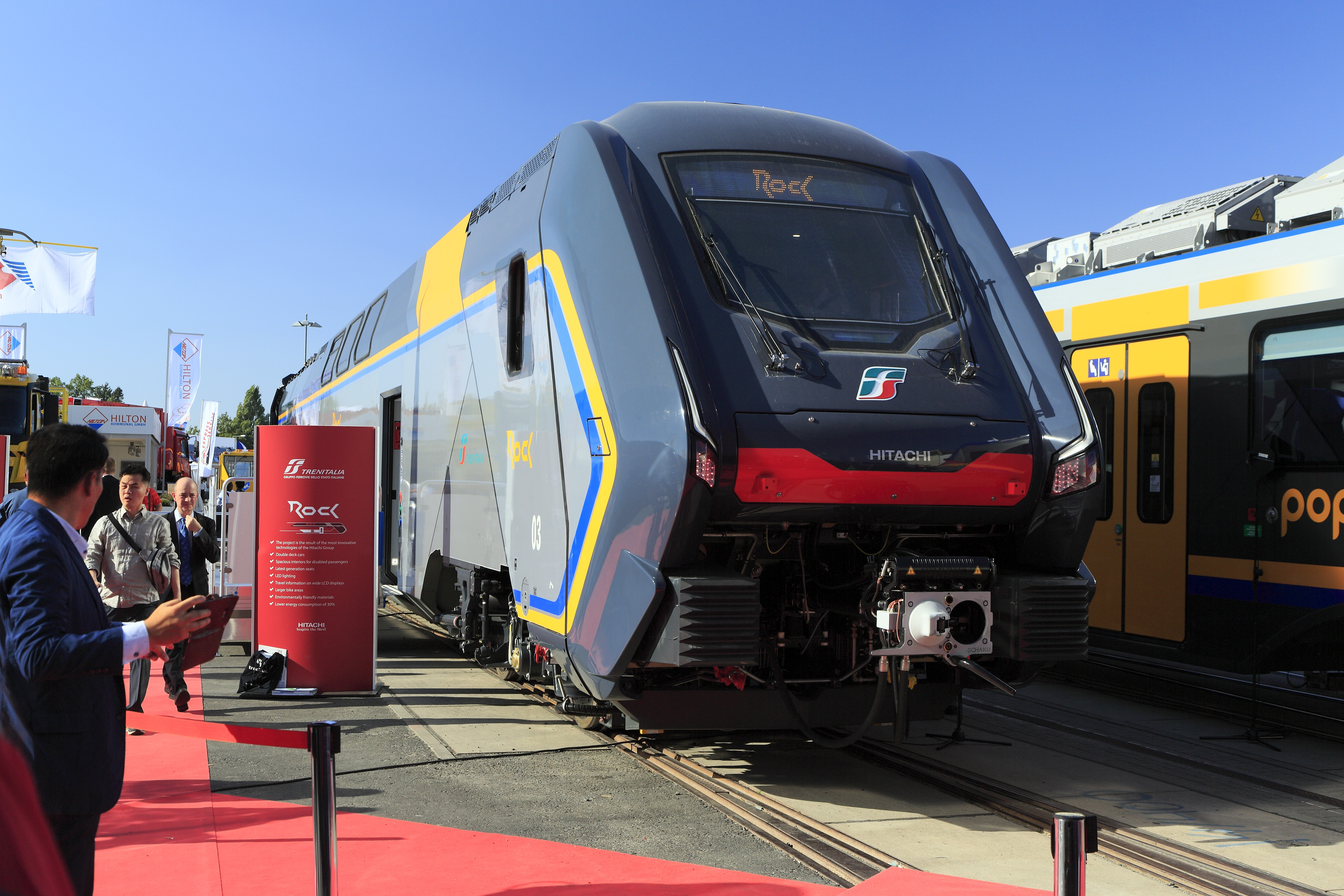
Hitachi Rock.

- Locomotives électriques : 1 418
- Locomotives diesel : 161
  - Total : 1 579
- Rames électriques (Ale, Le) et diesel (Aln, Ln) : 1 026
- Rames TAF (train à haute capacité) : 89
- Rames Minuetto - Jazz - Flirt - Swing - Rock - Pop : 419
  - Total : 1 534
- Rames grande vitesse ETR : 148 dont 58 ETR 500 et 50 ETR 1000, ETR 400, ETR 600, ETR 610 et ETR 700 (V 150)[11]
- Locomotives électriques de manœuvre : 5
- Locomotives/Automotrices de manœuvre Diesel : 1 069
  - Total : 1 074
- Voitures voyageurs : 6 205
- Wagons marchandises FS : 19 079
  - Total : 24 284

## Trenitalia dans le monde
Trenitalia est présent dans plusieurs pays, en Europe comme dans le monde, en participation avec sa société mère Ferrovie dello Stato Italiane (FS).